# Аксу-Жабагли резерват природе
Природни резерват Аксу-Жабагли (каз. Ақсу-Жабағылы қорығы , Аксы-Јабагили Кориги; рус. Aксу-Жабаглинский заповедник) је најстарији резерват природе у централној Азији. Налази се у јужној провинцији Републике Казахстан. Обухвата северо-западне планинске ланце Тјен Шана. Име му је изведено од највеће реке на овом подручју, Аксу и планинског ланца Жабагли који се налази у северном делу тог подручја. 

## Географија
Резерват природе Аксу-Жабагли налази се у западним планинама Таласки Алатау, у западним планинама Тјен Шан. Његова источна граница ограничена је републиком Киргистан, јужном границом долине реке Маидантал и Узбекистаном. На западу то подручје окружује Кизилкум, а на северу планине Каратау. Планине Тјен Шан продужавају се даље на исток и југ. Територија се налази у провинцији Јужни Казахстан. Резерват природе простире се на површини од 131.934 ха, заузима надморске висине од 1100 - 4236 м. Главни планински ланци су Жабагли на северу, Таласки Алатау у централном делу, Балдибректау и Угамски Алатау на југу. Они формирају стрме падине као и благе висоравни. Врх Саирам, у јужном региону, највиши је врх резервата. Планинско подручје је подељено рекама Јабагли, Аксу и Балдирбек, које се у западном правцу сливају у Сир Дарју која се даље улива у Аралско језеро. Река Аксу формира кањон Аксу који је дубок 500 м, а преко јужног дела резервата може се прећи тек уским пешачким мостом. 

## Геологија
Палеозоитски кречњак, доломит и карбонатни бигар су најдоминантније стеновито тле природног резервата. Дебели слој леса је нагомилан на висоравнима и у подножју.  

## Флораивегетација
Природни резерват Аксу-Жабагли садржи 1312 васкуларних биљака. Неки од највећих родова су Astragalus, Gagea, Allium, Carex and Oxytropis. Постоје 44 ретке биљне врсте које су наведене у црвеној књизи података Казахстана укључујући домаћу дивљу јабуку (Malus sieversii), дивље грожђе (Vitis vinifera) и неколико врста дивљих тулипана (нпр. Тulipa greigii). Доњи делови резервата прекривени су полу-пустињом, грмљем и степом, који на пролеће формирају разнобојни тепих од геофита. Планински појас је мозаик отворених шума смреке са Juniperus seravshanica и Juniperus semiglobosa, и ливадама на којима бујају евро-сибирске и блиско-азијске биљке. Кањон Аксу садржи неке делове шума са Malus sieversii и Туркестанским јавором (Acer turkestanicum). У субалпском и алпском појасу налазе се ливаде, висока биљна вегетација и мале заједнице са Onobrychis echidna, као и кратке траве са Carex melanantha и Korbesia persica. Галерије шума врба и бреза расту дуж главних река. Вегетација међу камењем је честа у овом подручју и дом је ретке врсте лука Allium karataviense, а могу се наћи и Iris willmottiana и Tulipa kaufmanniana.

## Фауна
У резервату постоји 44 врсте сисара које су уписане као изузетно угрожене у црвену књигу Казахстана. Најистакнутија врста је снежни леопард који се, међутим, ретко виђа. Нешто чешћи је Хималајски мрки медвед, Тјен Шанска аргали (Ovis ammon karelini) индијско бодљикаво прасе (Hystrix indica), и Mензбиров мрмот. 